# Pfarrkirche Reichenthal

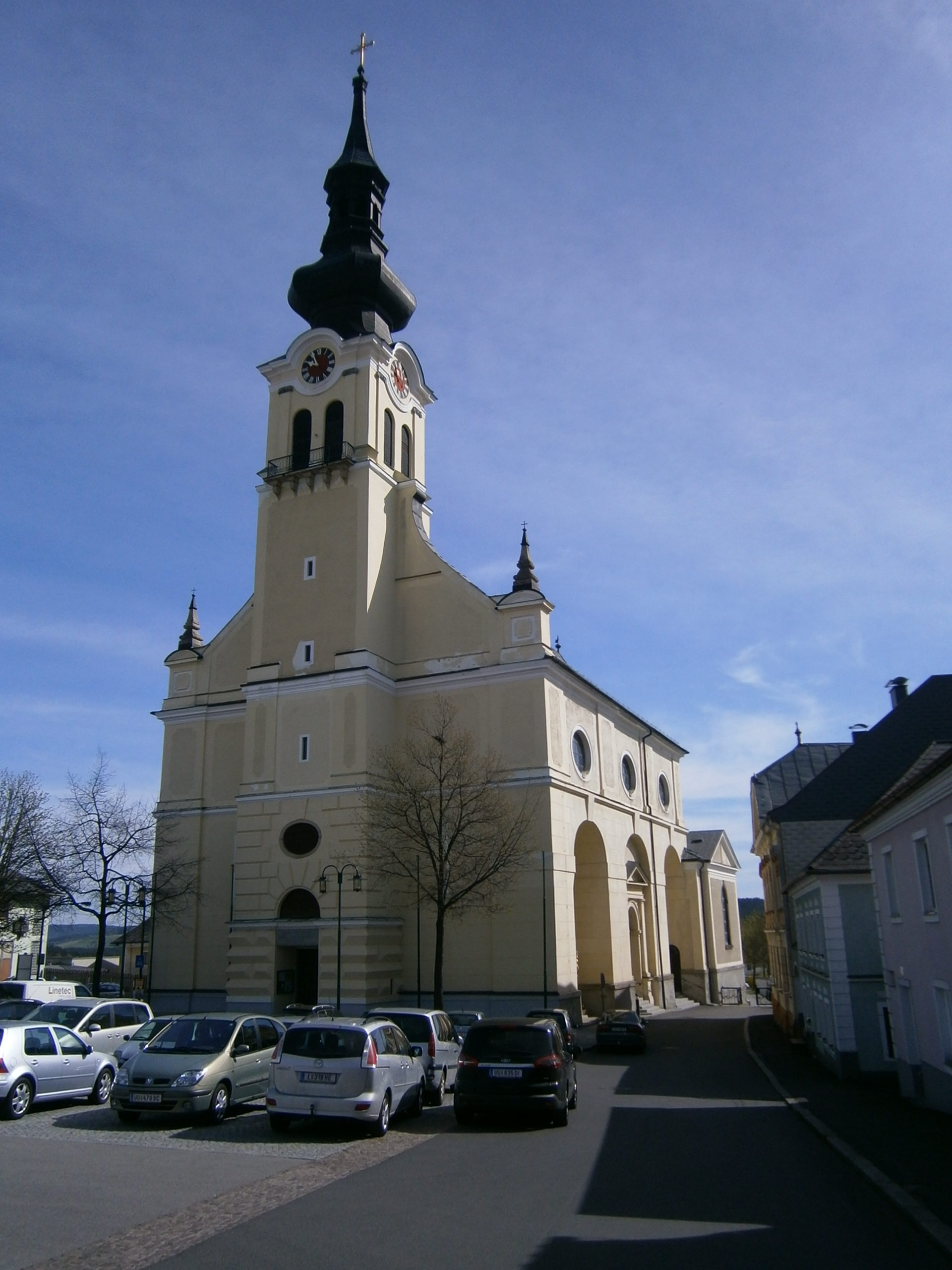
Pfarrkirche Reichenthal

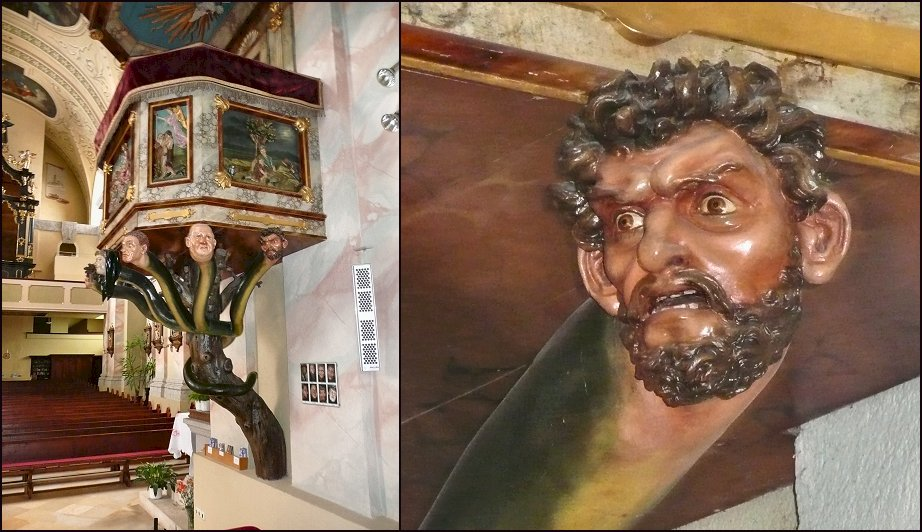
Sieben-Todsünden-Kanzel

Die römisch-katholische Pfarrkirche Reichenthal, auch Mühlviertler Dom genannt, steht in der Marktgemeinde Reichenthal im Bezirk Urfahr-Umgebung in Oberösterreich. Die dem hl. Bartholomäus geweihte Pfarrkirche gehört zum Dekanat Freistadt in der Diözese Linz. Die Kirche steht unter Denkmalschutz.

## Geschichte
Die alte romanisch/gotische Pfarrkirche wurde zwischen 1890 und 1894 durch einen Neubau ersetzt, wobei die neue Kirche um die alte herum gebaut und diese anschließend abgebrochen wurde.

## Architektur
Die monumentale Saalkirche mit Einturmfassade im Stil der Neorenaissance wurde 1890 bis 1894 nach einem Entwurf von Raimund Jeblinger erbaut und stellt ein Hauptwerk des späten Historismus in Oberösterreich dar. Die Kirche ist ein dreijochiger Wandpfeilerbau mit eingefügten Emporen und eingezogenem Chor.
Die Reichenthaler Pfarrkirche ist die größte Kirche im Mühlviertel und wird wegen ihrer Imposanz und Größe auch Mühlviertler Dom genannt. Dieses Bezeichnung teilt sie sich mit der ebenfalls von Jeblinger erbauten Pfarrkirche St. Andreas in Niederkappel.

## Ausstattung
Die Kirche ist mit einer Einrichtung im Stil der Neorenaissance ausgestattet. Die Deckenfresken stammen von Andreas Strickner aus 1894. Die Hoch- und Seitenaltäre sowie die einzigartige Sieben-Todsünden-Kanzel stammen von Ludwig Linzinger und wurden 1911 geschaffen. Die Kanzel wird von einem Baumstamm getragen, um den sich eine Riesenschlange mit sieben Menschenköpfen windet, die die sieben Todsünden symbolisieren.
Die Orgel stammt von Orgelbau Pirchner aus 2008. Die alte Orgel hatte Franz Xaver Krismann 1774 für die Stadtpfarrkirche Steyr geschaffen. 1893 wurde das Gehäuse, auf Empfehlung Anton Bruckners, vom Instrument getrennt und von Steyr nach Reichenthal verbracht.